# TFAP2A
TFAP2A (англ. Transcription factor AP-2 alpha) – білок, який кодується однойменним геном, розташованим у людей на короткому плечі 6-ї хромосоми. Довжина поліпептидного ланцюга білка становить 437 амінокислот, а молекулярна маса — 48 062.
| 10         |  | 20         |  | 30         |  | 40         |  | 50         |
| ---------- |  | ---------- |  | ---------- |  | ---------- |  | ---------- |
| MLWKLTDNIK |  | YEDCEDRHDG |  | TSNGTARLPQ |  | LGTVGQSPYT |  | SAPPLSHTPN |
| ADFQPPYFPP |  | PYQPIYPQSQ |  | DPYSHVNDPY |  | SLNPLHAQPQ |  | PQHPGWPGQR |
| QSQESGLLHT |  | HRGLPHQLSG |  | LDPRRDYRRH |  | EDLLHGPHAL |  | SSGLGDLSIH |
| SLPHAIEEVP |  | HVEDPGINIP |  | DQTVIKKGPV |  | SLSKSNSNAV |  | SAIPINKDNL |
| FGGVVNPNEV |  | FCSVPGRLSL |  | LSSTSKYKVT |  | VAEVQRRLSP |  | PECLNASLLG |
| GVLRRAKSKN |  | GGRSLREKLD |  | KIGLNLPAGR |  | RKAANVTLLT |  | SLVEGEAVHL |
| ARDFGYVCET |  | EFPAKAVAEF |  | LNRQHSDPNE |  | QVTRKNMLLA |  | TKQICKEFTD |
| LLAQDRSPLG |  | NSRPNPILEP |  | GIQSCLTHFN |  | LISHGFGSPA |  | VCAAVTALQN |
| YLTEALKAMD |  | KMYLSNNPNS |  | HTDNNAKSSD |  | KEEKHRK    |  |            |

A: Аланін

C: Цистеїн

D: Аспарагінова кислота

E: Глутамінова кислота

F: Фенілаланін

G: Гліцин

H: Гістидин

I: Ізолейцин

K: Лізин

L: Лейцин

M: Метіонін

N: Аспарагін

P: Пролін

Q: Глутамін

R: Аргінін

S: Серин

T: Треонін

V: Валін

W: Триптофан

Кодований геном білок за функціями належить до активаторів, фосфопротеїнів. 
Задіяний у таких біологічних процесах, як транскрипція, регуляція транскрипції, альтернативний сплайсинг. 
Білок має сайт для зв'язування з ДНК. 
Локалізований у ядрі.